# Lycium cylindricum
Lycium cylindricum är en potatisväxtart som beskrevs av Ko Zen Kuang och A. M. Lu. Lycium cylindricum ingår i släktet bocktörnen, och familjen potatisväxter. Inga underarter finns listade i Catalogue of Life.